# Juan Egenau
Juan Egenau (Santiago, 24 de febrero de 1927 – ibídem, 22 de abril de 1987) fue un escultor chileno y destacado docente de la Universidad de Chile. Sus obras forman parte de la colección del Museo Nacional de Bellas Artes y de varios otros museos. En la Facultad de Artes de la Universidad de Chile, una sala de exposiciones lleva su nombre.

## Premios
Realizó varias exposiciones individuales tanto en Chile y otros países. Egenau ganó el Primer Premio de Escultura, en el LXXIV Salón Oficial de Santiago en 1963, el Primer Premio de III Bienal de Escultura en 1967, Gran Premio Universidad de Chile para Escultura en el Certamen Nacional Chileno de Artes Plásticas en 1976 y Gran Premio Bienal Internacional de Arte de Valparaíso en 1979.
- 1952 – Primer Premio en Artes Aplicadas, LXIII Salón Oficial, Museo Nacional de Bellas Artes, Santiago de Chile.
- 1958 – Premio Anual de la Crítica con mención en Artes Plásticas, Círculo de Críticos de Arte, Santiago de Chile.
- 1961 – Premio José Perotti, Sección Artes Aplicadas, Salón de Verano de Viña del Mar, Chile.
- 1965 – Primer Premio Virginio Arias, Sección Escultura, Salón de Verano de Viña del Mar, Chile.
- 1965 – Primer Premio, Escultura, Chile, Salón Esso de Artistas Jóvenes, Pan American Union, Washington, Estados Unidos.
- 1976 – Gran Premio Universidad de Chile para Escultura, Certamen Nacional Chileno de Artes Plásticas, Museo de Arte Contemporáneo, Santiago de Chile.
- 1979 – Premio de Honor Municipalidad de Valparaíso, Bienal Internacional de Arte de Valparaíso, Chile.
- 1982 – Primer Premio, 3.er. Concurso Premio de Escultura, Municipalidad de Santiago de Chile.